# 24 Волос Вероники
24 Волос Вероники (лат. 24 Comae Berenices) — кратная звезда в созвездии Волос Вероники на расстоянии (вычисленном из значения параллакса) приблизительно 380 световых лет (около 117 парсек) от Солнца.

## Характеристики
Первый компонент (HD 109511) — оранжевый гигант спектрального класса K0II-III, или K0III, или K2III, или K0. Видимая звёздная величина звезды — +5,2m. Масса — около 3,5 солнечной, радиус — около 20,986 солнечного, светимость — около 173,266 солнечной. Эффективная температура — около 4688 K.
Второй компонент — коричневый карлик. Масса — около 24,61 юпитерианской. Удалён в среднем на 2,271 а.е..
Третий компонент (HD 109510A) — белая звезда спектрального класса A9V, или F1V, или A6-F2, или A3III-IV, или A3. Видимая звёздная величина звезды — +6,33m. Масса — около 2,299 солнечной, радиус — около 2,758 солнечного, светимость — около 23,899 солнечной. Эффективная температура — около 7355 K. Удалён на 20,2 угловой секунды.
Четвёртый компонент (HD 109510B) — белая Am-звезда спектрального класса Am. Масса — около 2,299 солнечной. Орбитальный период — около 7,337 суток.

## Планетная система
В 2019 году учёными, анализирующими данные проектов HIPPARCOS и Gaia, у звезды обнаружена планета HIP 61415 b.